# Anguillas flagga

Anguillas flagga 1967-1969

Anguillas flagga är blå med Storbritanniens flagga i övre vänstra hörnet. Detta är på grund av att den fram till 1967 var del av kron-kolonin Saint Christopher-Nevis-Anguilla. På höger sida av flaggan är Anguillas statsvapen, bestående av en vit sköld med ljusblå rand längst ner. Skölden har tre orange delfiner, som bildar en cirkel. Den nuvarande flaggan infördes officiellt den 30 maj 1990.
1967-1969 var flaggan vit med en blå rand längst ner och tre delfiner i en cirkel.